# Shane O'Neill
Shane Edward O'Neill (Midleton, 2 september 1993) is een in Ierland geboren Amerikaans voetballer. Hij verruilde Excelsior in juli 2018 voor Orlando City.

## Clubcarrière
O'Neill speelde al vanaf de jeugd bij Colorado Rapids en tekende op 19 juni 2012 een contract bij het eerste team. O'Neill maakte zijn debuut voor Colorado op 6 september 2012 tegen Portland Timbers. In vier seizoenen bij Colorado speelde hij in tweeënvijftig competitiewedstrijden. Nadat hij in 2013 en 2014 regelmatig in de basis stond, kon hij in 2015 nog maar op weinig speeltijd rekenen. Op 7 augustus werd bekendgemaakt dat Colorado hem had verkocht aan Apollon Limasol.

## Interlandcarrière
O'Neill heeft de mogelijkheid te kiezen tussen het nationale team van de Verenigde Staten en dat van Ierland. Op 9 oktober 2012 werd O'Neill opgeroepen door het O-20 team van de Verenigde Staten. Een dag later maakte hij zijn debuut tegen Canada. Hij was deel van de Amerikaanse selectie die deelnam aan het WK voor spelers onder de 20 in 2013.